# 16887 Блуке
16887 Блуке (16887 Blouke) — астероїд головного поясу, відкритий 28 січня 1998 року.
Тіссеранів параметр щодо Юпітера — 3,224.